# Chetone isse
Chetone isse är en fjärilsart som beskrevs av Jacob Hübner 1831. Chetone isse ingår i släktet Chetone och familjen björnspinnare. Inga underarter finns listade i Catalogue of Life.